# FK Eupatoria
FK Eupatoria (ukr. Футбольний клуб «Євпаторія», Futbolnyj kłub "Jewpatorija", ros. Футбольный клуб «Евпатория», Futbolnyj kłub "Jewpatorija") – ukraiński klub piłkarski, mający siedzibę w Eupatorii, w Republice Autonomicznej Krymu.
Od sezonu 2015/16 występuje w Premier-Lidze Krymu.

## Historia
Chronologia nazw:
- 194?–199?: Mołot Eupatoria (ukr. «Молот» Євпаторія, ros. «Молот» Евпатория)
- 2015–...: FK Eupatoria (ukr. ФК «Євпаторія», ros. ФК «Евпатория»)

Po II wojnie światowej miejscowość reprezentował klub Mołot Eupatoria. Zespół niejednokrotnie zdobywał mistrzostwo i Puchar Krymu. Na przełomie lat 40-50. XX wieku niejednokrotnie występował w rozgrywkach Mistrzostw i Pucharu Rosyjskiej FSRR wśród drużyn amatorskich. Potem klub z przyczyn finansowych przestał istnieć.
W 2015 z inicjatywy deputowanego Romana Tichonchuka powstał klub piłkarski o nazwie FK Eupatoria.
Od 18 kwietnia do 28 czerwca 2015 zespół uczestniczył w rozgrywkach Krymskiego Turnieju Piłkarskiego. Zajął końcowe 10.miejsce w grupie B, jednak przystąpił do rozgrywek w debiutowym sezonie Premier-Ligi Krymu.

## Sukcesy

### Trofea międzynarodowe
Nie uczestniczył w rozgrywkach europejskich (stan na 31-05-2015).

### Trofea krajowe
- Mistrzostwo Rosyjskiej FSRR wśród drużyn amatorskich:
  - wicemistrz w 1 grupie centralnej: 1952
- Puchar Rosyjskiej FSRR wśród drużyn amatorskich:
  - ćwierćfinalista: 1948
- Mistrzostwo obwodu krymskiego:
  - mistrz: 1948, 1951, 1955, 1967
  - wicemistrz: 1968
  - 3. miejsce: 1966
- Puchar obwodu krymskiego:
  - zdobywca: 1949, 1951, 1954, 1955, 1956

## Stadion
Klub rozgrywa swoje mecze domowe na stadionie Arena Krym w Eupatorii, który może pomieścić 2,000 widzów.

## Piłkarze
Znani piłkarze:
- / Aleksandr Artiomienko
- / Ołeksij Babyr
- Dmytro Matwijenko
- / Dmytro Popowycz

## Trenerzy
- 2015–20.07.2015:  Roman Rożanski
- 21.07.2015–...:  Wiaczesław Bielajew